# CODAG

CODAG의 구조

CODAG(COmbined Diesel And Gas turbine)는 디젤 엔진과 가스터빈을 조합한 추진방식이다. 주로 함선에서 사용된다.
평상시에는 디젤 엔진에 의해 경제 주행(항행)을, 급가속시나 고속 주행시에는 가스터빈을 병용한다. 이에 의해 항속거리 성능과 가속·속도 성능을 양립시키는 것을 목표로 사용된다. 반면, 저속회전에서 효율이 좋은 디젤 엔진과, 고속회전에서 효율이 좋은 가스터빈은 회전 특성이 크게 다르므로, 양자를 스크류에 접속하는 기어박스의 설계가 매우 어려워지는 것이 결점이다.

## 같이 보기
- CODOG
- 디젤 엔진
- 가스터빈